# Paspalum plowmanii
Paspalum plowmanii là một loài thực vật có hoa trong họ Hòa thảo. Loài này được Morrone & Zuloaga mô tả khoa học đầu tiên năm 2003.